# Nick (Name)
Nick ist ein Vorname und Familienname.

## Herkunft und Bedeutung
Der Name ist eine Kurzform von Nikolaus. Er ist hauptsächlich als Vorname im englischsprachigen Raum verbreitet.

## Namensträger

### Vorname
- Nick Beams (* 1948), australischer Trotzkist
- Nick Benson (* 1994), US-amerikanischer Schauspieler
- Nick Binger (* 1982), US-amerikanischer Pokerspieler
- Nick Bollettieri (1931–2022), US-amerikanischer Tennistrainer
- Nick Bonino (* 1988), US-amerikanischer Eishockeyspieler
- Nick Boynton (* 1979), kanadischer Eishockeyspieler
- Nick Brignola (1936–2002), US-amerikanischer Jazz-Baritonsaxophonist
- Nick Buchert (* 1983), US-amerikanischer Basketballschiedsrichter
- Nick Carter (* 1980), US-amerikanischer Sänger
- Nick Cave (* 1957), australischer Musiker, Texter, Dichter und Schauspieler
- Nick Clegg (* 1967), britischer Politiker
- Nick Deutsch (* 1972), australischer Oboist und Hochschullehrer
- Nick DiChario (* 1960), US-amerikanischer Schriftsteller
- Nick DiGiovanni (* 1996), US-amerikanischer Koch und Influencer
- Nick Drake (1948–1974), britischer Sänger und Musiker
- Nick Dunning (* 1959), irischer Schauspieler
- Nick Dunston (* ≈1990),  US-amerikanischer Jazzmusiker
- Nick Finzer (* 1988), US-amerikanischer Jazzmusiker
- Nick Foligno (* 1987), US-amerikanisch-kanadischer Eishockeyspieler
- Nick Hardt (* 2000), dominikanischer Tennisspieler
- Nick Haspinger (* 1999), deutscher Handballspieler
- Nick Heidfeld (* 1977), deutscher Formel-1 Fahrer
- Nick Hempton (* ≈1980), australischer Jazzmusiker
- Nick Hornby (* 1957), britischer Schriftsteller
- Nick Johnson (* 1985), kanadischer Eishockeyspieler
- Nick Jonas (* 1992), US-amerikanischer Musiker und Mitglied der Band Jonas Brothers
- Nick Kamen (1962–2021), britisches Model und Sänger
- Nick Land (* 1962), britischer Philosoph und Schriftsteller
- Nick Leddy (* 1991), US-amerikanischer Eishockeyspieler
- Nick Leeson (* 1967), britischer Derivatehändler
- Nick Lehmann (* 1999), deutscher Handballspieler
- Nick Lowe (* 1949), englischer Songwriter, Bassist, Sänger und Musikproduzent
- Nick MacKenzie (* 1950), niederländischer Sänger
- Nick Maimone (* 1987), US-amerikanischer Pokerspieler
- Nick Mangold (* 1984), US-amerikanischer American-Football-Spieler
- Nick McDonell (* 1984), US-amerikanischer Autor
- Nick Merico (* 1995), US-amerikanischer Schauspieler
- Nick Naumenko (* 1974), US-amerikanischer Eishockeyspieler
- Nick Nolte (* 1941), US-amerikanischer Schauspieler
- Nick Offerman (* 1970), US-amerikanischer Schauspieler
- Nick Petrangelo (* 1987), US-amerikanischer Pokerspieler
- Nick Petrecki (* 1989), US-amerikanischer Eishockeyspieler
- Nick Powell (* 1994), englischer Fußballspieler
- Nick Pupillo (* 1992), US-amerikanischer Pokerspieler
- Nick Reimer (* 1966), deutscher Journalist
- Nick Sandow (* 1966), US-amerikanischer  Schauspieler
- Nick Schneider (1943–2024), US-amerikanischer Jazzmusiker
- Nick Schulman (* 1984), US-amerikanischer Pokerspieler
- Nick Schultz (* 1982), kanadischer Eishockeyspieler
- Nick Tarnasky (* 1984), kanadischer Eishockeyspieler
- Nick van der Lijke (* 1991), niederländischer Radrennfahrer
- Nick Vujicic (* 1982), australischer Prediger
- Nick Weber (* 1991), deutscher Handballspieler
- Nick Weber (* 1995), deutscher Fußballspieler
- Nick Woltemade (* 2002), deutscher Fußballspieler

### Familienname
- Andreas Nick (Komponist) (* 1953), Schweizer Komponist
- Andreas Nick (Politiker) (* 1967), deutscher Politiker (CDU)
- Ashley Nick (* 1987), US-amerikanische Fußballspielerin
- Balthasar Nick (1678–1749), Barockbaumeister
- Dagmar Nick (* 1926), deutsche Schriftstellerin
- Désirée Nick (* 1956), deutsche Entertainerin
- Edmund Nick (1891–1974), deutscher Komponist, Dirigent und Musikschriftsteller
- Franz Anton Nick (1780–1832), deutscher Arzt
- Franz Peter Nick (1772–1825), deutscher katholischer Geistlicher und Hochschullehrer
- Gustav Nick (1837–1904), deutscher Bibliothekar
- Harry Nick (1932–2014), deutscher Wirtschaftswissenschaftler
- Henri Nick (1868–1954), französischer evangelischer Theologe
- Kaete Nick-Jaenicke (1889–1967), deutsche Konzertsängerin
- Katja Nick (1918–2006), deutsche Vortragskünstlerin
- Ludwig Nick (1873–1936), deutscher Bildhauer und Hochschullehrer
- Max Nick (1863–1941), württembergischer Oberamtmann
- Megan Nick (* 1996), US-amerikanische Freestyle-Skierin
- Ophelia Nick (* 1973), deutsche Politikerin (Bündnis 90/Die Grünen), MdB
- Peter Nick  (* 1962), deutscher Molekularbiologe
- Torsten Nick (* 1972), deutscher Handballspieler und Sportfunktionär
- Winand Nick (1831–1910), Dommusikdirektor in Hildesheim und Komponist